# ГЕС Геда
ГЕС Геда (葛达水电站) — гідроелектростанція у центральній частині Китаю в провінції Сичуань. Використовує ресурс із річки Jízhūgōu, лівої притоки Huòqūhé, котра в свою чергу є правою притокою Ялунцзян (впадаєліворуч до Янцзи).
В межах проекту річку перекрили греблею, яка спрямовує ресурс до прокладеного у лівобережному гірському масиві дериваційного тунелю довжиною 9,5 км. У підсумку вода надходить до підземного машинного залу, спорудженого вже після впадіння Jízhūgōu до Huòqūhé. Тут у 2015 році ввели в експлуатацію генеруюче обладнання потужністю 60 МВт, яке повинне виробляти 280 млн кВт-год електроенергії на рік.